# Triunfo (revista)
Triunfo va ser una revista espanyola fundada el 1946 com a revista d'informació i crítica teatral i cinematogràfica. Va tenir la seva esplendor en la segona etapa, convertida en setmanari d'informació general que es va publicar de 1962 a 1982 sota la direcció de José Ángel Ezcurra Carrillo. La revista va encarnar, durant dues dècades, les idees i la cultura de l'esquerra espanyola i va ser símbol de la resistència intel·lectual al franquisme. Va patir nombrosos segrests i multes, i van col·laborar-hi periodistes com Eduardo Haro Tecglen, Manuel Vázquez Montalbán (també sota el pseudònim de Sixto Cámara), Lluís Carandell, Carmen Alcalde o Fernando Savater, i fotògrafs com Xavier Miserachs.
El 2006, 24 anys després de l'aparició del seu últim exemplar, es va crear una pàgina web (triunfodigital.com) en la qual s'han penjat, digitalitzats, números de la revista amb un motor de recerca per autor i per títol dels articles.